# Championnat du Tadjikistan de football 2002
Navigation
Saison précédente Saison suivante
La saison 2002 du Championnat du Tadjikistan de football est la onzième édition de la première division au Tadjikistan. La compétition regroupe douze clubs au sein d’une poule unique où ils s'affrontent deux fois, à domicile et à l'extérieur. En fin de saison, du fait du faible nombre d'équipes engagées, il n'y a ni promotion, ni relégation.
C'est le Regar-TadAZ Tursunzoda, tenant du titre, qui remporte à nouveau la compétition cette saison après avoir terminé en tête du classement final, avec cinq points d'avance sur le FK Khodjent et quatorze sur le Farrukh Ghissar, promu de deuxième division. C'est le second titre de champion du Tadjikistan de l'histoire du club.
Le triple champion du Tadjikistan, le Varzob Douchanbé, change de nom à partir de cette saison et devient le BDA Douchanbé.

## Les clubs participants
- FK Khodjent
- Panjsher Kolkhozabad
- Regar-TadAZ Tursunzoda
- Poisk Douchanbé
- Farrukh Ghissar - Promu de D2
- BDA Douchanbé
- Khoja Karimov Gazimalik
- Anicon Tursunzade - Promu de D2
- Ansol Kulob - Promu de D2
- Vakhsh Qurghonteppa
- SKA Pamir-Douchanbé
- Umed Douchanbé

## Compétition
Le barème de points servant à établir le classement se décompose ainsi :
- Victoire : 3 points
- Match nul : 1 point
- Défaite : 0 point

### Classement
| Rang | Équipe                  | Pts | J  | G  | N | P  | Bp | Bc | Diff |
| ---- | ----------------------- | --- | -- | -- | - | -- | -- | -- | ---- |
| 1    | Regar-TadAZ TursunzodaT | 58  | 22 | 19 | 1 | 2  | 75 | 28 | +47  |
| 2    | FK KhodjentC            | 53  | 22 | 17 | 2 | 3  | 76 | 17 | +59  |
| 3    | Farrukh GhissarP        | 44  | 22 | 13 | 5 | 4  | 45 | 25 | +20  |
| 4    | SKA Pamir-Douchanbé     | 43  | 22 | 12 | 7 | 3  | 57 | 25 | +32  |
| 5    | BDA Douchanbé           | 42  | 22 | 13 | 3 | 6  | 60 | 37 | +23  |
| 6    | Vakhsh Qurghonteppa     | 37  | 22 | 12 | 1 | 9  | 41 | 23 | +18  |
| 7    | Ansol KulobP            | 25  | 22 | 7  | 4 | 11 | 33 | 41 | -8   |
| 8    | Anicon TursunzadeP      | 18  | 22 | 4  | 6 | 12 | 28 | 43 | -15  |
| 9    | Poisk Douchanbé         | 16  | 22 | 4  | 4 | 14 | 29 | 50 | -21  |
| 10   | Panjsher Kolkhozabad    | 16  | 22 | 4  | 4 | 14 | 29 | 76 | -47  |
| 11   | Umed Douchanbé          | 14  | 22 | 3  | 5 | 14 | 21 | 75 | -54  |
| 12   | Khoja Karimov Gazimalik | 7   | 22 | 1  | 4 | 17 | 17 | 64 | -47  |

|  | Champion du tadjikistan 2002                                                                |
|  | T : Tenant du titre C : Vainqueur de la Coupe du Tadjikistan P : Promu de deuxième division |

## Bilan de la saison
| Championnat du Tadjikistan de football 2002 |                                   |
| Champion                                    | Regar-TadAZ Tursunzoda (2e titre) |
| Coupes et trophées                          |                                   |
| Vainqueur de la Coupe du Tadjikistan 2002   | FK Khodjent                       |
| Qualifications continentales                |                                   |
| Ligue des champions de l'AFC 2004           | Aucun                             |
| Promotions et relégations                   |                                   |
| Promus en Vysshaya Liga                     | Aucun                             |
| Relégués en Deuxième division               | Aucun                             |